# Paspalum decumbens
Paspalum decumbens är en gräsart som beskrevs av Olof Swartz. Paspalum decumbens ingår i släktet tvillinghirser, och familjen gräs. Inga underarter finns listade i Catalogue of Life.